# Shelburne—Yarmouth
Pour les articles homonymes, voir Yarmouth.
Shelburne—Yarmouth fut une circonscription électorale fédérale de Nouvelle-Écosse. La circonscription fut représentée de 1925 à 1935.
La circonscription a été créée d'abord en 1924 à partir de Shelburne et Queen's. Abolie en 1933, elle fut fusionnée à la circonscription de Shelburne—Yarmouth—Clare.

## Géographie
En 1924, la circonscription de Shelburne—Yarmouth comprenait:
- Le comté de Shelburne
- Le comté de Yarmouth
- La ville de Yarmouth

## Députés
1. 1925-1926 — Paul LaCombe Hatfield, PLC
2. 1926-1935 — James Layton Ralston, PLC

- PLC = Parti libéral du Canada